# Umjetni satelit
Umjetni satelit (od lat. satelles, genitiv satellitis, 'pratilac, pomoćnik') automatska je svemirska letjelica bez posade, koja se kao umjetno nebesko tijelo giba u putanji (orbiti) oko Zemlje, nekoga drugog planeta ili nebeskoga tijela. Da bi takvo tijelo postalo satelitom, lansira ga se s pomoću rakete nosača, raketoplana ili drugoga pogonskoga sustava, pri čem ono postiže odgovarajuću kozmičku brzinu, koja mu omogućuje da se bez daljnjega pogona giba stalnom putanjom sve dok ga sudari s česticama prašine ili plinova ne uspore. Putanja satelita podešava (korigira) se uz pomoć raketnih motora, pa o zalihama goriva ovisi radni vijek satelita (od nekoliko dana do više desetaka godina). Povijest umjetnih satelita poklapa se s poviješću astronautike, pa je tako ruski satelit Sputnjik 1 bio prvo ljudskom rukom izrađeno tijelo u svemiru.

## Podjela
Danas umjetni sateliti sudjeluju u različitim ljudskim djelatnostima, a konstrukcijski i opremom razlikuju se ponajprije prema namjeni.

### Telekomunikacijski sateliti
Telekomunikacijski sateliti opremljeni su pojačalima i antenskim sustavima koji omogućuju istodobno uspostavljanje dvosmjernih komunikacija između točaka na Zemlji, prijenos analognih ili digitalnih signala (telefonskih, televizijskih, internetskih) elektromagnetskim valovima u visokofrekvencijskom području. Istoj skupini pripadaju radiodifuzijski sateliti, koji razašilju informacije (na primjer televizijski program) iz jednoga izvora širokomu krugu korisnika. 

### Sateliti za daljinska istraživanja
Sateliti za daljinska istraživanja snimaju Zemlju u vidljivom i infracrvenom dijelu spektra te provode radarska motrenja Zemlje. Suvremeni sateliti imaju velik broj mjernih kanala (do 224) te veliku razlučivost (do 1 metar), što omogućuje mnoge primjene u kartografiji, meteorologiji, geofizici, geodeziji, poljoprivredi, šumarstvu, ekologiji i tako dalje (daljinska istraživanja). 

### Meteorološki sateliti
Meteorološki sateliti snimaju Zemlju iz polarnih ili stacionarnih putanja (geostacionarni satelit), u vidljivom ili infracrvenom području spektra elektromagnetskog zračenja, s razlučivosti predmeta veličine od 1 do 2 kilometra prilagođenom meteorološkim potrebama. Često prikupljaju i prenose podatke iz automatskih meteoroloških postaja sa Zemlje. 

### Geodetski i geofizički sateliti
Geodetski i geofizički sateliti služe za određivanje veličine i oblika Zemlje, koordinata promatranih točaka na njezinoj površini, za mjerenje Zemljina gravitacijskoga polja, praćenje gibanja Zemljinih tektonskih ploča, motrenje seizmički aktivnih područja, mjerenje položaja Zemljine osi rotacije, precizno određivanje trajanja dana i drugo. 

### Navigacijski sateliti
Navigacijski sateliti organizirani su u funkcionalne sustave, koji daju podatke uz pomoć kojih prijenosni prijamnici na Zemlji mogu precizno odrediti svoj položaj. Takav je globalni položajni sustav ili GPS, koji je u posljednje doba postao nezamjenljiv, kako za navigaciju zrakoplova, brodova i slično, tako i pri geodetskim radovima. 

### Astronomski sateliti
Astronomski sateliti opremljeni su mjernim instrumentima za bilježenje podataka u svim frekvencijskim područjima. 

### Istraživački sateliti
Istraživački sateliti lansiraju se radi proučavanja neke skupine pojava (fenomena), kao što su međudjelovanja (interakcije) Zemljine i Sunčeve magnetosfere, gornjih slojeva Zemljine atmosfere, elementarnih čestica visoke energije, bioloških pojava vezanih uz bestežinsko stanje i tako dalje. 

### Vojni sateliti
Vojni sateliti mogu biti telekomunikacijski, izviđački, navigacijski, meteorološki, te sateliti za elektroničko izviđanje, za otkrivanje lansiranja raketa i tako dalje, a postojale su ideje da ih se koristi kao obrambeno oružje (na primjer rat zvijezda).

## Dijelovi
Umjetni sateliti, kao složeni konstrukcijski sklopovi, sadrže niz posebnih cjelina i rješenja prilagođenih radu u svemiru. 

### Mehanička konstrukcija
Mehanička konstrukcija satelita mora izdržati opterećenja i vibracije kojima je izložena tijekom lansiranja, kao i velike promjene temperature (na primjer pri zalasku satelita obasjanoga Suncem u Zemljinu sjenu). Izloženi dijelovi konstrukcije podložni su trošenju zbog udara čestica svemirske prašine, a problem predstavlja i nakupljanje statičkoga elektriciteta. Dio mehaničke konstrukcije satelita može biti hermetično zatvoren. 

### Upravljački sustav
Upravljački sustav sastoji se od elektroničkog računala koje upravlja radom satelita u skladu s podatcima o stanju satelita, predviđenim programom rada te naredbama iz upravljačkoga središta sa Zemlje. Sigurnost rada omogućuje pričuvni sustav, na koji se može prebaciti upravljanje satelitom, naredbom iz upravljačkoga središta ili reakcijom podsustava za samostalno otkrivanje i izoliranje kvara. 

### Sustav za vezu
Sustav za vezu osigurava satelitu komunikaciju s upravljačkim središtem na Zemlji. Sastoji se od primopredajne antene, radioprijamnika i radioodašiljača te uređaja koji informacije prilagođavaju prijenosu. Komunikacije sa satelitima održavaju se radijskim, a u novije doba i laserskim primopredajnicima.